# Louis Alexandre Berthier

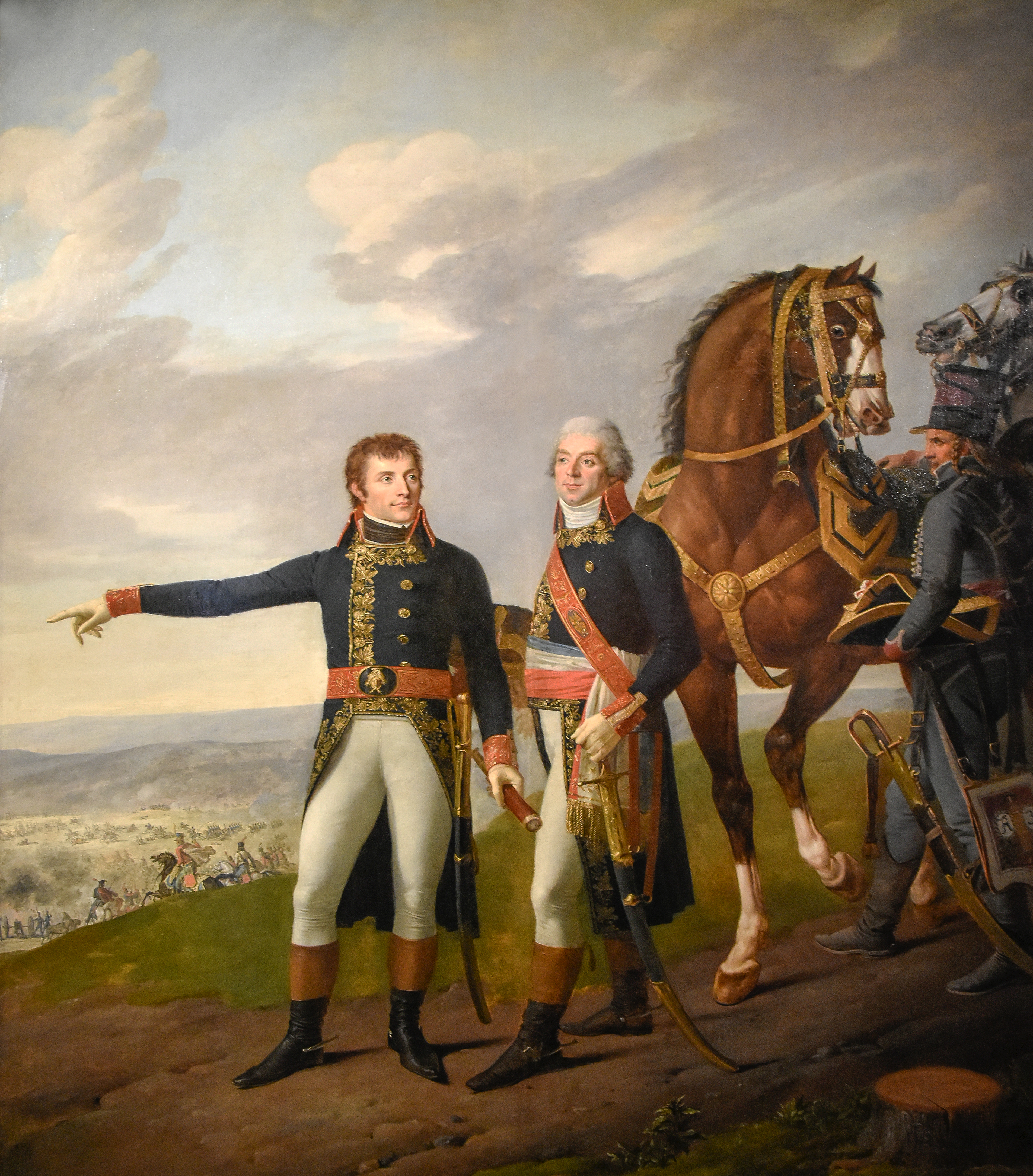
Generaal Bonaparte en stafchef Berthier tijdens de slag bij Marengo 14 juni 1800 van Joseph Boze, Robert Lefèvre en Carle Vernet, Musée de l'Armée

Louis Alexandre Berthier, 1e prins van Wagram, 1e hertog van Valangin, 1e vorst van Neuchâtel (Versailles, 20 februari 1753 – Bamberg, 1 juni 1815) was maarschalk van Frankrijk, vice-connétable van Frankrijk en chef-staf onder Napoleon.

## Afkomst
Hij werd geboren als zoon van luitenant-kolonel Jean Baptiste Berthier (1721-1804) en diens eerste vrouw Marie Françoise de La Serre. Louis was de oudste van vier zonen, zijn drie broers dienden ook in het Franse leger.

## Militaire carrière
Als kleine jongen werd hij door zijn vader, zelf officier in het Corps de Genie, getraind in de krijgskunst, en toen hij 17 jaar was ging hij in het leger. Hij diende achtereenvolgens in de staf bij de genie en bij de dragonders van de prins van Lambeqc. In 1780 reisde hij naar Noord-Amerika samen met Rochambeau. Na zijn terugkeer in Frankrijk, hij was ondertussen al kolonel, werd hij geplaatst in verschillende staffuncties, onder andere op een missie naar Pruisen. Tijdens de Franse Revolutie was hij chef-staf van de Nationale Garde van Versailles, en beschermde in deze functie de tantes van Lodewijk XVI van Frankrijk voor het revolutionaire geweld en hielp ze in 1791 ontsnappen.
In de oorlog van 1792 werd Berthier chef-staf van maarschalk Lückner. Ook speelde hij een rol in de campagne in Argonne van Dumouriez en Kellerman. Hij diende bij de onderdrukking van de Opstand in de Vendée van 1793 tot 1795, en in het volgend jaar werd hij beloond met de rang van divisie-generaal en chef-staf (Major-Général) van het leger van Italië, waarover Napoleon kort daarvoor het bevel had gekregen.
Hij stond Napoleon bij tijdens de campagne van 1796, en kreeg het bevel over het leger na het Verdrag van Campo Formio. In deze rol organiseerde hij de Romeinse Republiek van 1798. Hierna voegde hij zich bij Napoleon in Egypte, waar hij diende tot Napoleons terugkeer naar Frankrijk. Hij hielp Napoleon bij diens staatsgreep van 18 Brumaire. Hij kreeg de functie van minister van Oorlog. In de campagne van Marengo was hij de bevelhebber van het reserveleger, maar Napoleon reisde met dit leger mee, en officieus was Berthier, zoals eigenlijk altijd, de chef-staf van Napoleon.
Toen Napoleon keizer werd, werd Berthier maarschalk van het keizerrijk. Hij nam deel aan de slagen bij Austerlitz, Jena en Friedland. Hij kreeg de titels duc de l'Empire (hertog van Valangin), prince de l'Empire (vorst van Neuchâtel) in 1806 en vice-connétable van het keizerrijk in 1807. In 1808 diende Berthier in de Iberische Oorlog, en in 1809 in Oostenrijk. In datzelfde jaar kreeg Berthier de titel vorst van Wagram. Hij diende in de Russische campagne van Napoleon in 1812 en bij de verdediging van Frankrijk in 1814. Tot de val van het keizerrijk vervulde hij de rol van majoor-generaal van de Grande Armee.
Na Napoleons val trok Berthier zich terug op zijn landgoed, waar hij zich bezighield met valkenieren en beeldhouwen. Berthier sloot vrede met Lodewijk XVIII in 1814, en begeleidde de koning bij zijn intocht in Parijs. Tijdens Napoleons ballingschap op Elba werd Berthier benaderd door Napoleon over zijn gewenste terugkeer. Berthier ging hier echter niet meteen op in, waardoor hij verdacht werd bij zowel Napoleon als Lodewijk XVIII. Bij Napoleons terugkeer trok Berthier zich terug in Bamberg, waar hij ook stierf.
Er bestaat discussie over de doodsoorzaak van Berthier. Sommigen stellen dat hij vermoord werd door leden van een geheim genootschap, omdat hij dergelijke genootschappen zou vervolgd hebben daar waar hij gezag uitoefende. Anderen zeggen dat hij zich, gek geworden door de gedachte aan Russische troepen in Frankrijk, uit het raam gooide. 

## Huwelijk en familie
Op 9 maart 1808 trouwde Berthier met hertogin Maria Elisabeth Franziska in Beieren (1784-1849), de enige dochter van hertog Wilhelm in Beieren en gravin Maria Anna van Zweibrücken-Birkenfeld-Rappolstein, de zus van koning Maximiliaan I Jozef van Beieren. Samen hadden ze een zoon en twee dochters:
- Napoléon-Alexandre (1810-1887)
- Caroline-Joséphine (1812-1905)
- Marie-Anne (1816-1878)

## Vervolg en einde
In 1826 verschenen zijn memoires. Hij had al herinneringen gepubliceerd over de Campagne in Egypte (1800) en de Slag bij Marengo (1800).
Zijn archieven werden voor het grootste gedeelte overgedragen aan de Archives nationales (inventarisnummer 173AP 11).
Wat aan hem had toebehoord, werd bewaard in het kasteel van Grosbois (Val-de-Marne). Zijn zoon Napoléon Berthier vulde vooral de bibliotheek aan.
De achterkleinzoon van de hertog, Louis Marie Philippe Alexandre Berthier (1883-1918) was de laatste van de 'dynastie'. Zijn erfenis, met inbegrip van het domein van Grosbois, ging naar zijn zus prinses de la Tour d’Auvergne en haar zoon, die in 1962 het domein verkocht aan Le Cheval Français, een centrum voor de opleiding van ren- en drafpaarden.
Wat overbleef van het meubilair en van de memorabilia en archieven die in de familie werden bewaard, werd op 29 april 2014, voor rekening van latere nazaten, geveild in Parijs, door Sotheby's. Tot de te veilen voorwerpen behoorden:
- barometers en wandklokken in verguld brons;
- twee secretaires, toegeschreven aan Adam Weisweiler;
- een geheel van Empiremeubels;
- portret van de maarschalk en van zijn vrouw Marie-Elisabeth Von Wittelsbach, geschilderd door Joseph Boze;
- portret van zijn dochter door Franz Winterhalter;
- omvangrijke briefwisseling, onder meer brieven van keizerin Joséphine de Beauharnais;
- verslagen van veldslagen, allerhande berichten en ontwerpen van brieven;
- eretekens, zoals de Orde van Sint-Andreas (Rusland) en de Orde van het IJzerkruis (Koninkrijk Italië);
- twee sabels uit de Koninklijke Manufactuur van Napels;
- de officiële hofdegen, gemaakt door Nicolas Boutet, artistiek directeur van de Manufacture de Versailles;
- twee staatsiekostuums, gebrodeerd met goud- en zilverdraad.

## Voetnoot
1. ↑   Dit artikel werd oorspronkelijk in 2007 geschreven op basis van de gegevens vermeld in de Encyclopedia Brittanica. Het werd in de loop van de jaren aangevuld, op basis van de hierna vermelde publicaties.
2. ↑  C. Mullié, a.w.

Louis Alexandre Berthier · Joachim Murat · Bon Adrien Jeannot de Moncey · Jean-Baptiste Jourdan · André Masséna · Pierre François Charles Augereau · Jean-Baptiste Bernadotte · Guillaume Brune · Nicolas Jean-de-Dieu Soult · Jean Lannes · Édouard Adolphe Casimir Joseph Mortier · Michel Ney · Louis Nicolas Davout · Jean-Baptiste Bessières · François Christophe Kellermann · François Joseph Lefebvre · Dominique-Catherine de Pérignon · Jean-Mathieu-Philibert Sérurier · Claude Victor-Perrin · Étienne Jacques Joseph Macdonald · Nicolas Charles Oudinot · Auguste de Marmont · Louis Gabriel Suchet · Laurent de Gouvion Saint-Cyr · Józef Poniatowski · Emmanuel de Grouchy
- Biblioteca Nacional de España: XX1569643
- Bibliothèque nationale de France: cb12459791d (data)
- Catàleg d'autoritats de noms i títols de Catalunya: 981058520215906706
- CiNii: DA15536401
- Gemeinsame Normdatei: 118658530
- Historisch woordenboek van Zwitserland: 021253
- International Standard Name Identifier: 0000 0001 2123 1367
- Library of Congress Control Number: n85067396
- Nationale Bibliotheek van Tsjechië: js2006342073
- Nationale Bibliotheek van Israël: 987007258788905171
- Nationale Bibliotheek van Polen: a0000002131175
- Nederlandse Thesaurus van Auteursnamen: 072707429
- Réseau des bibliothèques de Suisse occidentale: 02-A000019165
- Istituto Centrale per il Catalogo Unico: CFIV189270
- LIBRIS: 276130
- SNAC: w6w09hvq
- Système universitaire de documentation: 02799693X
- Virtual International Authority File: 19775561
- WorldCat: E39PCjFwGHjjq7HdtdhGmXhVfq